# Apolpium minutum
Apolpium minutum är en spindeldjursart som beskrevs av Beier 1931. Apolpium minutum ingår i släktet Apolpium och familjen Olpiidae. Inga underarter finns listade i Catalogue of Life.